# Chrysoecia benjamini
Chrysoecia benjamini är en fjärilsart som beskrevs av Hill 1924. Chrysoecia benjamini ingår i släktet Chrysoecia och familjen nattflyn. Inga underarter finns listade i Catalogue of Life.